# Blade Squad
Blade Squad (titulado: Unidad Blade en España y Escuadrón sobre patines en Uruguay) es un telefilme estadounidense de acción y drama de 1998, dirigido por Ralph Hemecker, escrito por Robert Wolterstorff, Mike Scott y W. Peter Iliff, musicalizado por Joel Goldsmith, en la fotografía estuvo Anghel Decca y Stefan von Björn, el elenco está compuesto por Yancey Arias, Seth Bailey y Shannon Elizabeth, entre otros. Este largometraje fue producido por H. Beale Company y Warner Bros. Television; se estrenó el 12 de agosto de 1998.

## Sinopsis
Blade Squad es un grupo experimental de persecución policial, integrado principalmente por policías que han cometido errores, y que casi están afuera del cuerpo, ellos recorren la ciudad en patines y con mochilas de propulsión.